# Satellietsterrenstelsel

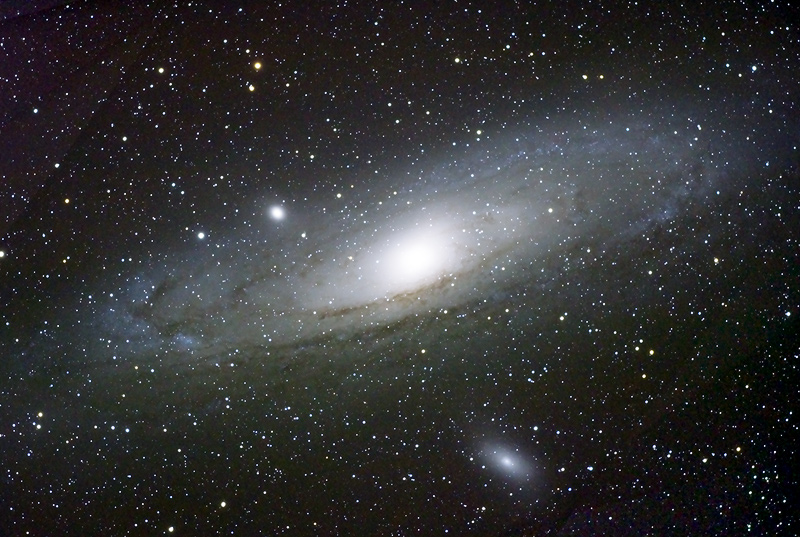
Het Andromedastelsel met zijn twee satellietsterrenstelsels Messier 32 en Messier 110.

Een satellietsterrenstelsel is een sterrenstelsel dat zich in een baan rond een groter sterrenstelsel voortbeweegt, veroorzaakt door zwaartekracht. De massa van beide stelsels bepaalt de baan van het satellietsterrenstelsel. 
Het Melkwegstelsel kent 59 satellietsterrenstelsels, waarvan de Grote Magelhaense Wolk de grootste is.